# Collins (cráter)

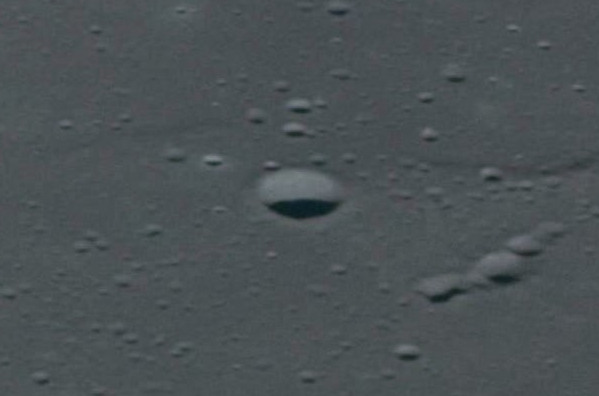
Fotografía de la misión Apolo 10

Collins es un pequeño cráter de impacto lunar situado en la parte sur del Mare Tranquillitatis, a unos 25 kilómetros al norte del lugar de alunizaje del Apolo 11. Lleva el nombre de Michael Collins, siendo el elemento central de la fila de tres cráteres que llevan el nombre de los miembros de la tripulación del Apolo 11. A unos 15 kilómetros al oeste-noroeste se halla el lugar de aterrizaje de la sonda lunar Surveyor 5.
|  |
|  |

Este cráter fue identificado previamente como Sabine D antes de ser renombrado por la UAI. El propio cráter Sabine se encuentra al oeste de Collins.